# کلکتا (اوهایو)
کلکتا (به انگلیسی: Calcutta) یک منطقهٔ مسکونی در ایالات متحده آمریکا است که در شهرستان کلمبیانا، اوهایو واقع شده‌است. کلکتا ۳۰٫۷۶ کیلومتر مربع مساحت و ۳٬۷۴۲ نفر جمعیت دارد و ۳۴۰ متر بالاتر از سطح دریا واقع شده‌است.